# Flight Squad
Flight Squad (br: Esquadrilha Aérea) é uma série animada estadunidense-canadense-francês produzida pela Neurones Animation, Cookie Jar Entertainment e Nick Jr. Productions exibida pela Nickelodeon de 21 de fevereiro de 2005 a 28 de julho de 2008. Foi exibida no Brasil pela Rede Record no início dos anos 2000 e no canal de tv paga Big Channel em 2015. Teve no total 109 episódios. A série se estreou de aires a as 6:30 a.m. ET/PT tempo em 21 de fevereiro de 2005 em Nickelodeon's Nick Jr. quadra nos Estados Unidos.

## Enredo
Uma equipe de intrépidos pilotos formam a Esquadrilha Aérea: Dan, um piloto ex-combatente e ex-membro do serviço secreto canadense, Tina, Alex, Jeff e sua irmã Emma, seus amigos adolescentes, o indispensável Max e Pára-quedas, a sua mascote. Com sua própria frota de variados aviões de alto desempenho, a Esquadrilha Aérea, é organizada como uma empresa independente de serviços aéreos, que realiza missões a la carte para seus clientes.

## Ligações Externas
- Flight Squad at Cookie Jar Entertainment
- Flight Squad. no IMDb.